# Knights of Honor
Knights of Honor (срп. Витезови части) је историјска стратегија у реалном времену коју је развио бугарски Black Sea Studios. Игра је објављена у Европи 2004. а у Северној Америци 2005. године.

## Играње

### Мапа
Игра је заснована на мапи Европе, Мале Азије и Северне Африке, и може се играти у три периода:
- Early Medieval — око 1000. године
- High Medieval — око 1200. године
- Late Medieval — око 1350. године.[3]

Мапа је подељена на провинције, у оквиру које се налази град из кога феудалац влада околним фармама, селима, манастирима, и приморским насељима.
Играч управља неком од средњовековних држава тог периода, а међу њима се налази и средњовековна Србија.

### Витезови
Краљев двор може имати девет витезова, они могу бити регрутовани из редова владарске породице или могу бити ангажовани из државе након што играч плати одређену количину ресурса. Могу обављати разне задатке, а најважнији је задатак генерала. Витезови могу бити још и трговци, свештеници, шпијуни, земљопоседници и градитељи.
Генерал након сваке битке добија ново искуство, и може развити одређене тактичке вештине.

### Војска
Генерал регрутује војску у градовима, а које ће јединице моћи да регрутује зависи од локалних специфичности провинције, краљевства и изграђених грађевина у граду. Такође може регрутовати плаћенике. Приликом сваког регрутовања играч троши ресурсе.

### Економија
Свака провинција добија храну са фарми, која се затим складишти у житници у граду. Од количине сачуване хране у житници, зависи и колико дуго град може да издржи под опсадом. Села дају раднике за градове, који служе као радна снага приликом изградње и као регрути за војску. Приморска насеља дају злато, које зарађују путем трговине. Злато се такође користи за регрутовање војника и за финансирање изградње грађевина у градовима.
Играч може изградити разне грађевине у градовима, које му дају разне бонусе, од злата, хране и побожности, до могућности за регрутовање нових јединица
Свака провинција поседује одређенa добра која производи, уколико држава поседује одређену комбинацију добара, аутоматски активира одређене бонусе попут урбанизације, плодореда, доба просветитељства итд. Добра се могу добити и путем трговине са другим државама, и путем увоза уколико се ради о егзотичним добрима попут свиле или шећера.
Главни ресурси у угри које користи играч су: злато, побожност и књиге које се користе за едукацију витезова.
Уколико играч има превише злата у ризници, долази до инфлације, што се може решити поновним трошењем новца како би се количина злата смањила.

### Дипломатија
Играч може склапати трговинске споразуме, пактове о ненападању, савезништво, краљевски брак и може објавити рат.
Такође играч може склапати и вазалне односе.
Уколико након склапања династичког брака страни владар остане без мушких потомака, играч може захтевати део његове територије.

### Религије
У игри постоје четири религије:
- православље, играч почиње потчињен Васељенском патријарху, али има могућност да прогласи своју православну цркву;
- католицизам, католичка краљевства могу да позову на крсташки рат, играч може бити екскомунициран из цркве уколико је католик;
- ислам, даје бонус трупама, може призвати џихад само уколико је држава нападнута, и тада џихадисти нападају стране трупе на својој територији;
- паганизам, паганизам не даје бонусе, и играч не може да сакупља побожност.[3]

Играч може прећи у другу религију и може проширити своју религију на новоосвојену провинцију.

### Победа у угри
Циљ играча је да постане цар читаве Европе, а то се може постићи на два начина, кроз војна освајања где ће се играч сам прогласити за цара или кроз дипломатски утицај где ће му ову титулу признати најмоћније државе у игри.
Уколико најмоћније државе признају неког другог владара као цара Европе, играч има два избора, да прихвати његову титулу чиме губи игру или да је одбије, чиме аутоматски проглашава рат са свим државама које су гласале за признавање титуле. Играч такође губи уколико остане без провинција.

## Реакције
Игра је добила позитивне реакције, посебно од стране домаћих критичара.
Критичари су сматрали да иако је игра добра, неће моћи да се мери са тада актуелном верзијом игре Europa Universalis.

## Наставци
Током 2019. најављен је наставак игре под називом Knights of Honor II: Sovereign.